# 48e Match des étoiles de la Ligue nationale de hockey
Match précédent Match suivant
Le 48e Match des étoiles de la Ligue nationale de hockey fut tenu le 18 janvier 1998 dans le domicile des Canucks de Vancouver, le GM Place. L'équipe représentant l'Amérique du Nord l'emporta par la marque de 8 à 7 aux dépens du Reste du Monde. L'étoile de la rencontre fut pour la première fois de l'histoire du Match des étoiles un joueur européen ; Teemu Selänne qui y amassa trois buts et devenait de ce fait le premier joueur de l'équipe perdante à remporter cet honneur depuis Grant Fuhr en 1986.

## Effectif

### Amérique du Nord
- Entraîneur-chef : Jacques Lemaire ; Devils du New Jersey.
- Capitaine honoraires: Yvan Cournoyer.

Gardiens de buts
- 20 Ed Belfour, Canada ; Stars de Dallas.
- 30 Martin Brodeur, Canada ; Devils du New Jersey.
- 33 Patrick Roy, Canada ; Avalanche du Colorado.

Défenseurs :
- 02 Brian Leetch, États-Unis ; Rangers de New York.
- 04 Scott Stevens, Canada ; Devils du New Jersey.
- 05 Darryl Sydor, Canada ; Stars de Dallas.
- 07 Chris Chelios, États-Unis ; Blackhawks de Chicago.
- 22 Al MacInnis, Canada ; Blues de Saint-Louis.
- 28 Scott Niedermayer, Canada ; Devils du New Jersey.
- 77 Raymond Bourque, Canada ; Bruins de Boston.

Attaquants :
- 08 Mark Recchi, AD, Canada ; Canadiens de Montréal.
- 09 Mike Modano, C, États-Unis ; Stars de Dallas.
- 10 John LeClair, AG, États-Unis ; Flyers de Philadelphie.
- 11 Mark Messier, C, Canada ; Canucks de Vancouver.
- 12 Tony Amonte, AD, États-Unis ; Blackhawks de Chicago.
- 14 Brendan Shanahan, AG, Canada ; Red Wings de Détroit.
- 17 Keith Tkachuk, AG, États-Unis ; Coyotes de Phoenix.
- 19 Joe Sakic, C, Canada ; Avalanche du Colorado.
- 27 Shayne Corson, AG, Canada ; Canadiens de Montréal.
- 39 Doug Weight, C, États-Unis ; Oilers d'Edmonton.
- 74 Theoren Fleury, AD, Canada ; Flames de Calgary.
- 88 Eric Lindros, C, Canada ; Flyers de Philadelphie.
- 99 Wayne Gretzky, C, Canada ; Rangers de New York

### Reste du monde
- Entraîneur-chef : Ken Hitchcock ; Stars de Dallas.
- Capitaine honoraires: Ken Dryden.
- 35 Nikolaï Khabibouline, Russie ; Coyotes de Phoenix.
- 37 Olaf Kölzig, Allemagne ; Capitals de Washington.
- 39 Dominik Hašek, République tchèque ; Sabres de Buffalo.

Défenseurs :
- 02 Viatcheslav Fetissov, Russie ; Red Wings de Détroit.
- 05 Nicklas Lidström, Suède ; Red Wings de Détroit.
- 06 Sandis Ozoliņš, Lettonie ; Avalanche du Colorado.
- 15 Dmitri Mironov, Russie ; Mighty Ducks d'Anaheim.
- 29 Igor Kravtchouk, Russie ; Sénateurs d'Ottawa.
- 56 Sergueï Zoubov, Russie ; Stars de Dallas.

Attaquants
- 07 Igor Larionov, C, Russie ; Red Wings de Détroit.
- 08 Teemu Selänne, AD, Finlande ; Mighty Ducks d'Anaheim.
- 09 Saku Koivu, C, Finlande ; Canadiens de Montréal.
- 10 Pavel Boure, AD, Russie ; Canucks de Vancouver.
- 11 Daniel Alfredsson, AD, Suède ; Sénateurs d'Ottawa.
- 12 Peter Bondra, AD, Slovaquie ; Capitals de Washington.
- 13 Mats Sundin, C, Suède ; Maple Leafs de Toronto.
- 16 Bobby Holik, C, République Tchèque ; Devils du New Jersey.
- 17 Jari Kurri, AD, Finlande ; Avalanche du Colorado.
- 18 Valeri Kamenski, AG, Russie ; Avalanche du Colorado.
- 21 Peter Forsberg, C, Suède ; Avalanche du Colorado.
- 24 Žigmund Pálffy, AD, Slovaquie ; Islanders de New York.
- 26 Jere Lehtinen, AD, Finlande ; Stars de Dallas.
- 68 Jaromír Jágr, AD, République Tchèque ; Penguins de Pittsburgh.

## Feuille de match
| No                                            | Score            | Équipe           | Buteur (Passeur(s))           | Temps            |                  |
| Première période                              | Première période | Première période | Première période              | Première période | Première période |
| --------------------------------------------- | ---------------- | ---------------- | ----------------------------- | ---------------- | ---------------- |
| 1                                             | 0-1              | Monde            | Selänne (Koivu)               | 0:53             |                  |
| 2                                             | 0-2              | Monde            | Jágr (Bondra - Mironov)       | 2:15             |                  |
| 3                                             | 0-3              | Monde            | Selänne (Lehtinen - Fetissov) | 4:00             |                  |
| 4                                             | 1-3              | Amérique         | LeClair (Gretzky - Chelios)   | 4:13             |                  |
| 5                                             | 2-3              | Amérique         | Tkachuk (Fleury - Chelios)    | 10:50 AN         |                  |
| 6                                             | 3-3              | Amérique         | Niedermayer (Sakic - Recchi)  | 18:25            |                  |
| Pénalité : Fetisov (Monde) double-échec 10:04 |                  |                  |                               |                  |                  |
| Deuxième période                              |                  |                  |                               |                  |                  |
| 7                                             | 4-3              | Amérique         | Fleury (Modano - Tkachuk)     | 1:53             |                  |
| 8                                             | 4-4              | Monde            | Selänne (Lehtinen - Koivu)    | 7:11             |                  |
| 9                                             | 4-5              | Monde            | Kurri (Koivu - Lehtinen)      | 12:36            |                  |
| 10                                            | 5-5              | Amérique         | Lindros (Chelios - Messier)   | 14:46            |                  |
| 11                                            | 6-5              | Amérique         | Amonte (Sakic - Bourque)      | 16:19            |                  |
| Pénalité : Fleury (Amér.) trébuché 18:48      |                  |                  |                               |                  |                  |
| Troisième période                             |                  |                  |                               |                  |                  |
| 12                                            | 7-5              | Amérique         | Tkachuk (Modano - Fleury)     | 1:36             |                  |
| 13                                            | 8-5              | Amérique         | Messier (Gretzky)             | 4:00             |                  |
| 14                                            | 8-6              | Monde            | Kravchuk (Sundin - Forsberg)  | 7:03             |                  |
| 15                                            | 8-7              | Monde            | Larionov (Boure)              | 9:41             |                  |
| Pénalité : Weight (Amér.) trébuché 16:32      |                  |                  |                               |                  |                  |

Gardiens :
- Amérique du Nord : Roy (1re période), Belfour (2e période), Brodeur (3e période).
- Reste du monde : Hašek (1re période), Kölzig (2e période), Khabibouline (3e période).

Tirs au but :
- Amérique (43) 13 - 17 - 13
- Monde (29) 07 - 11 - 11

Arbitres : Paul Stewart
Juges de ligne : Michael Cvik, Shane Heyer